# Sentō

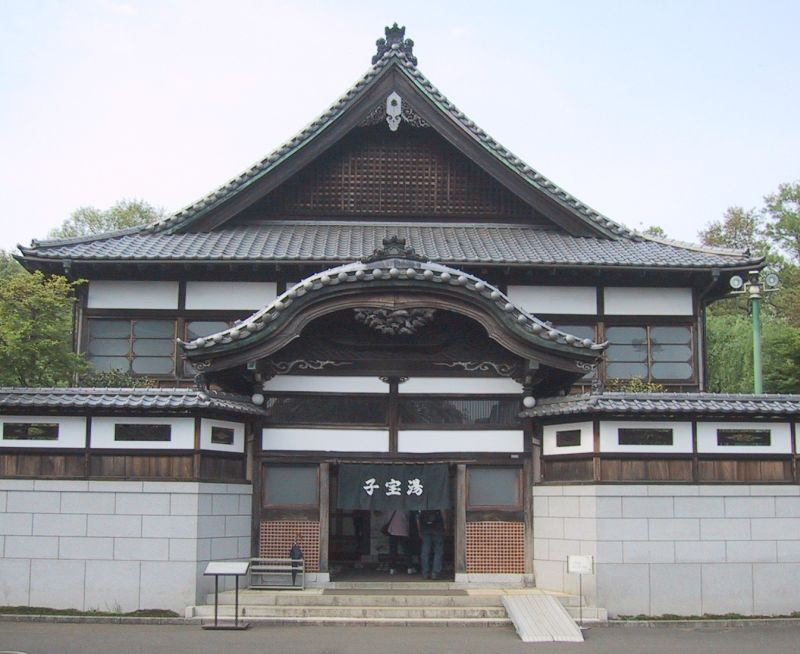
Mặt trước của một Sentō hiện lưu giữ tại Bảo tàng Ngoài trời Edo ở Tokyo.

Sentō (tiếng Nhật: 銭湯, âm Hán Việt: tiền thang) là kiểu nhà tắm công cộng của Nhật Bản. Người đến đây tắm phải trả tiền (ngoài trừ Sento tại khách sạn). Sentō được chia làm hai buồng dành riêng cho khách nam và khách nữ. Mỗi buồng được trang bị một hoặc vài dãy vòi nước để khách tắm rửa trước khi xuống ngâm mình trong một bể nước nóng lớn dùng chung hoặc để tráng lại sau khi từ bể lên. Việc tắm sạch trước khi xuống ngâm mình trong bể nước nóng là một quy tắc bất thành văn tại các Sentō. Một số người nước ngoài đến Sentō không biết quy tắc này thường xuống ngay bể nước, hoặc xoa xà phòng đầy người rồi xuống bể nước. Thực tế này cùng một vài lý do khác dẫn đến việc có một số Sentō thông báo rõ ràng chỉ phục vụ khách tắm người Nhật. Các Sentō thường mang một kiến trúc chung và áp dụng cho cả loại nhà tắm mà nước được đun cho nóng và loại nhà tắm tại các suối nước nóng.

## Kiến trúc của Sentō

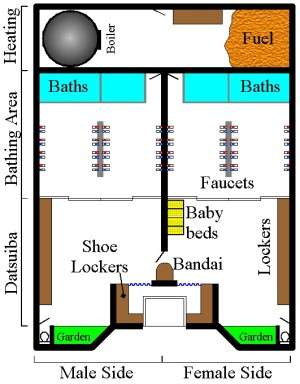
Sơ đồ mặt bằng của một Sentō.

Các Sentō thường gồm bốn khu vực là lối vào, nơi thay đồ, nơi tắm và khu vực đun nước nóng.

### Lối vào
Các Sentō truyền thống của Nhật Bản thường treo một tấm rèm kiểu Nhật (noren) màu xanh da trời đậm trên có ghi chữ kanji 湯 (romaji: yu, phiên âm Hán-Việt: thang, nghĩa là "nước nóng"). Vén rèm bước vào cửa gặp trước tiên là quầy bán vé. Quầy bán vé ở các Sentō ngày nay thường là một phòng nhỏ có cửa sổ để tiếp xúc với khách. Ở các Sentō còn giữ nét truyền thống, quầy vé là một quầy gỗ nhỏ cao chừng 1,5-1,8m gọi là Bandai (番台, phiên đài). Hai bên quầy bán vé là hai hành lang có các dãy tủ để gửi giày dép của khách đến tắm. Hai hành lang dẫn tới hai khu vực thay đồ dành cho khách nam và khách nữ. Mỗi hành lang lại có một bức rèm noren ghi tương ứng các chữ kanji 男 (nam) và 女 (nữ).

### Nơi thay đồ
Datsuijo hay Datsuiba (脱衣場, thoát y trường, nghĩa là "nơi cởi quần áo") là nơi thay đồ tại các Sentō. Trong mỗi khu vực thay đồ thường có các tủ đựng đồ đạc của khách. Nhiều Sentō còn đặt các máy bán nước giải khát tự động, cân sức khỏe, tivi tại các khu vực thay đồ này. Nơi thay đồ dành cho khách nữ còn có thể có chỗ để trẻ nhỏ. Hai nơi thay đồ của hai giới thường chỉ ngăn với nhau bằng một bức tường cao chừng trên 2m, nhưng nhiều khi không cao đến sát trần. Hai nơi tắm của hai giới cũng vậy. Từ nơi thay đồ đi qua một cửa lùa kiểu Nhật là vào nơi tắm.

### Nơi tắm

Một bức tường trong phòng tắm được vẽ cảnh núi Phú Sĩ.

Nơi tắm của các Sentō được trang bị các dãy vòi nước nóng (tiếng Nhật gọi là karan, viết là カラン, có gốc từ kraan nghĩa là "vòi nước" trong tiếng Hà Lan) để khách tắm tắm rửa trước, gội đầu hoặc để tráng lúc cuối cùng. Có cả vòi chuyên cấp nước nóng và vòi chuyên cấp nước lạnh. Cạnh vòi nước nóng thường để thêm các ghế nhỏ để khách ngồi, các chậu nhỏ để hứng nước. Một số Sentō còn trang bị các vòi tắm sen.
Các Sentō (ngoại trừ Sentō tại khách sạn hoặc lữ quán) thường không cung cấp sẵn dầu gội, xà phòng hay sữa tắm, khăn mặt và khăn tắm. Khách phải tự mang những thứ này tới.
Phần quan trọng nhất của nơi tắm là bồn nước nóng, dùng chung cho mọi khách tắm. Khách tắm sau khi đã rửa sạch người xuống đây ngâm mình. Nhiều Sentō ngày nay trang bị hai bồn nước nóng cho mỗi phòng tắm. Một bồn nước nóng thường và một bồn có trang bị thiết bị sauna. Nước thường nóng trên 40 độ C. Bể nông đủ đề nhô đầu lên mặt nước trong tư thế ngồi bệt.
Các bức tường của phòng tắm thường lát gạch men từ sàn lên sát trần. Nhiều Sentō cho vẽ những bức tranh lớn với đề tài phong cảnh thiên nhiên lên tường. Phong cảnh hay được vẽ nhất là cảnh núi Phú Sĩ. Sàn của phòng tắm được lát gạch chống trơn.

### Khu vực đun nước
Khu vực đun nước nóng ở sau cùng của Sentō, tiếng Nhật là kamaba (釜場). Khu vực này gồm hai phần. Một là bình đun nước và hai là bộ phận phát nhiệt. Ngày trước, việc phát nhiệt thường dựa vào đốt củi. Hiện nay, người ta dùng điện và gas.

## Lịch sử của Sentō

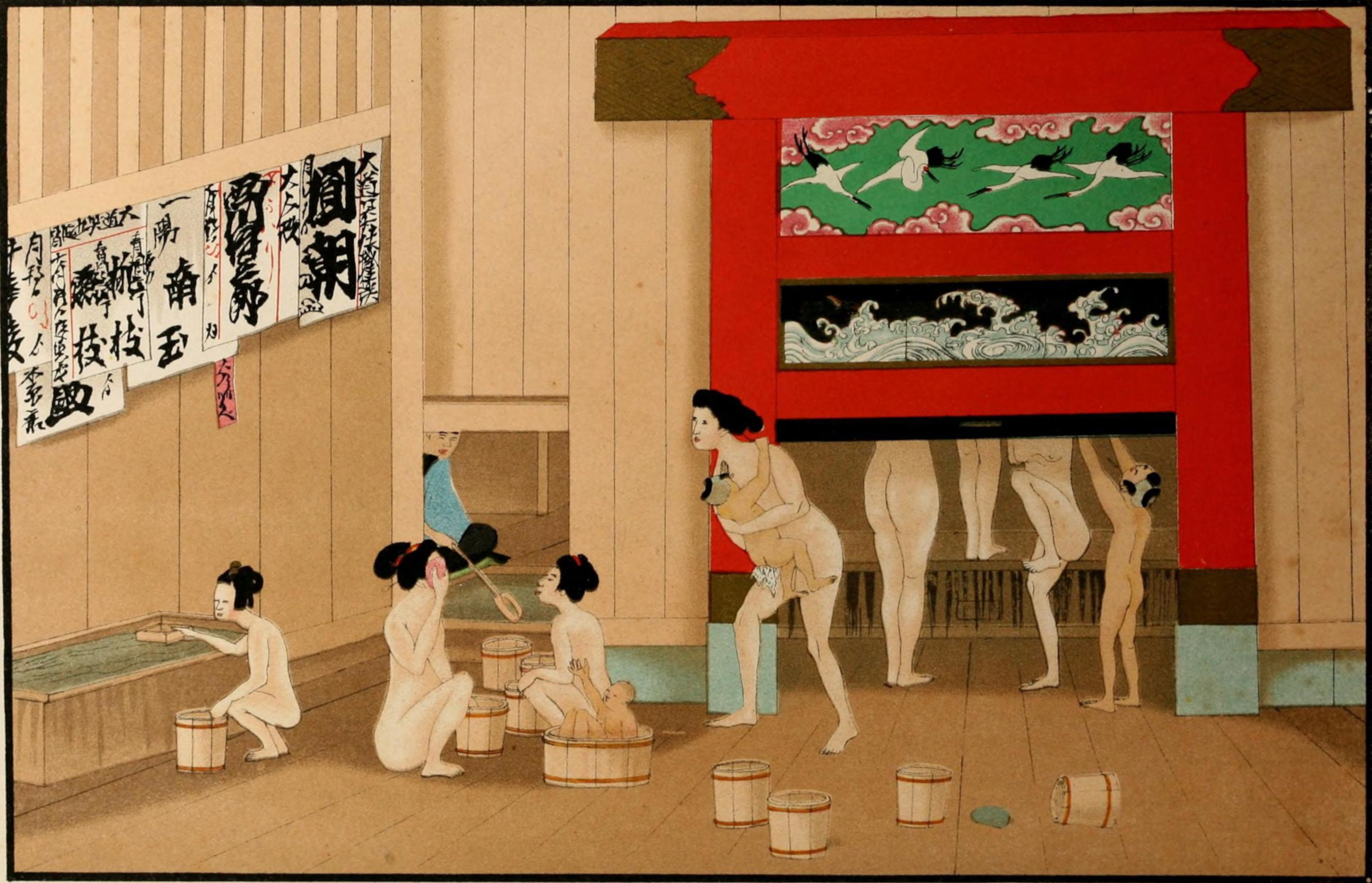
Một bức họa cổ vẽ cảnh trong phòng tắm của một Sentō.

Lịch sử của Sentō bắt đầu từ thể kỷ thứ 6. Khi đạo Phật du nhập vào Nhật Bản, một số ngôi chùa được xây dựng có nhà tắm để thanh tẩy tượng Phật hoặc cho các nhà sư sử dụng. Một vài thế kỷ sau đó, các ngôi chùa bắt đầu mở cửa rộng rãi cho người dân được phép vào sử dụng. Đến cuối thế kỷ 12, việc kinh doanh dịch vụ nhà tắm (tính phí) chính thức bắt đầu, Sentō ra đời từ đây. Sentō trở nên phổ biến vào thời Edo (1603-1868). Do việc cấm xây dựng nhà tắm cá nhân, đề phòng hoả hoạn, rất nhiều Sentō được xây dựng nên. Sau khi thời Edo kết thúc, trong suốt thời Showa, việc các gia đình ở thành phố sử dụng Sentō rất phổ biến.
Phong cách đi tắm ở Sentō bắt đầu hình thành từ thời kỳ Edo. Ở vùng Edo, các nhà tắm công cộng được gọi là yuya (湯屋), còn ở vùng Osaka được gọi là mushiburo (蒸し風呂) hoặc đơn giản là furo (風呂). Thời ấy, già trẻ nam nữ đi tắm ở nhà tắm công cộng là tắm chung một khu, chứ không phân ra theo giới tính như hiện nay. Đương nhiên, khi ấy người ta vận một thứ như áo tắm. Để cho hơi ấm khỏi thoát ra ngoài, thời ấy người ta làm cửa rất nhỏ, lại không làm cửa sổ. Vì thế trong Sentō rất tối, tạo thành môi trường thuận lợi cho nạn trộm cắp gây hỗn loạn. Năm 1791, chính quyền nghiêm cấm nam nữ tắm chung một nơi. Song quy định này không phải luôn được chấp hành nghiêm túc. Nhà tắm công cộng trở thành "câu lạc bộ", nơi giao tiếp xã hội của thường dân. Nghệ thuật Rakugo cũng hay được tiến hành tại các nơi này.
Trước chiến tranh thế giới thứ hai, Sentō bắt đầu bị hạn chế do chính quyền lo ngại rằng nó có thể là điểm bùng phát hỏa hoạn trong trường hợp có động đất. Từ khoảng thập niên 1970, số lượng Sentō giảm đi nhanh chóng do người Nhật khá giả hơn và có điều kiện xây dựng các phòng tắm tại nhà tốt hơn. Tuy nhiên, với tư cách là nơi giao tiếp xã hội và nơi thư giãn, Sentō vẫn thu hút được một bộ phận dân chúng Nhật Bản. Tuy rất hiếm, nhưng vẫn có Sentō cho nam nữ tắm chung. Song, thường thì chỉ có người già mới đến các nơi đó.
Vào thời điểm cuối tháng 3 năm 2005, toàn Nhật Bản có ít nhất 5200 Sentō.

## Cách "thưởng thức" Sentō

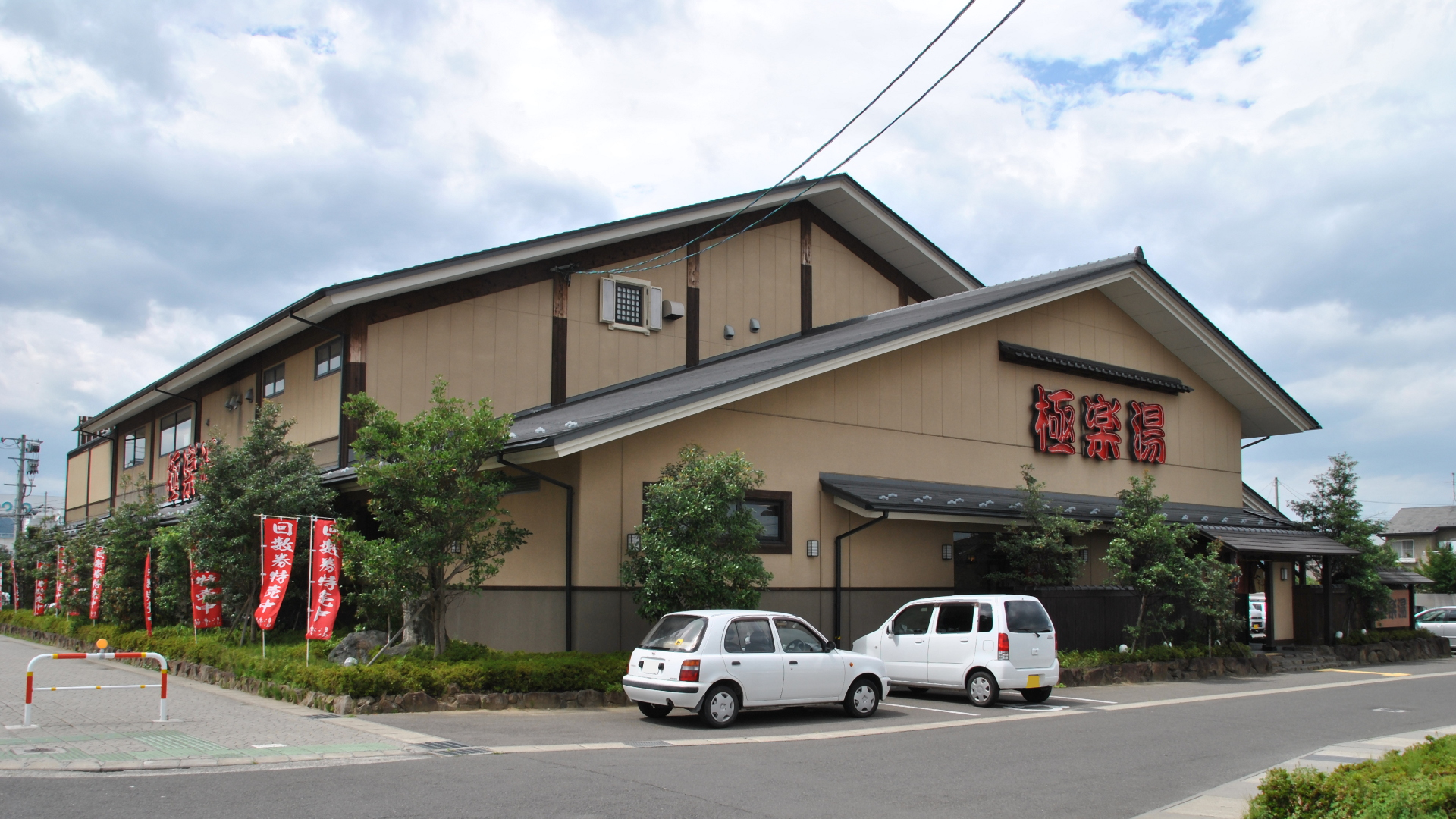
Một Sentō cao cấp ở thành phố Natori.

Ngày nay, người Nhật đến Sentō hầu hết là để thư giãn và thưởng thức cái thú ngâm mình trong nước nóng. Thời gian ở trong Sentō, vì vậy khá lâu. Người Nhật vào Sentō tắm thì không mặc áo tắm và phần lớn cũng không dùng thứ gì che thân. Một số người thì dùng một chiếc khăn mặt che phía trước phần dưới bụng. Nhiều người nước ngoài vào Sentō lần đầu có thể không quen việc này cũng như không quen độ nóng của nước trong bồn, nên thường kết thúc việc tắm ở Sentō tương đối nhanh.
Sau khi tắm rửa sạch, khách tắm mới xuống bồn nước nóng ngâm. Ngâm mình một lúc thì lại leo lên thành bồn ngồi nói chuyện với người xung quanh rồi lại xuống ngâm mình tiếp. Cứ thế lên xuống vài lần. Có người còn chuyển qua chuyển lại giữa bồn thường và bồn có mát-xa thủy lực.
Ngâm đã rồi, khách lên tráng lại người bằng nước từ các vòi tắm rồi mới rời khỏi phòng tắm. Tại phòng thay đồ, nhiều người còn tiếp tục ngồi nói chuyện hoặc mua một lon nước giải khát, bia ướp lạnh để thưởng thức.